# Anacua
Anacua est une Census-designated place comportant 12 habitants en 2010. 
Elle se situe dans le Comté de Starr au Texas, États-Unis.